# Presika
Presika ist eine Ortschaft im Nordosten Sloweniens, unmittelbar an der Grenze zu Kroatien, in der Gemeinde Ljutomer in der Region Pomurska. Sie hat eine totale Bevölkerung von 151 auf einer Fläche von 0,92 km². In der Ortsmitte steht eine Kapelle, die in Erinnerung an die im Ersten Weltkrieg gefallenen Soldaten erbaut wurde.